# Лауреаты Премии Правительства Российской Федерации в области образования (2007)
 Лауреаты Премии Правительства Российской Федерации в области образования 2007 года — перечень награждённых правительственной наградой Российской Федерации, присужденной за достижения в образовательной деятельности.
Лауреаты определены Постановлением Правительства РФ от 2 августа 2007 года № 497 на основании предложения Межведомственного совета по присуждению премий Правительства в области образования.
Работы на конкурсный отбор Межведомственный совет по присуждению премий Правительства РФ в области образования принимал с 15 января до 1 марта 2007 года включительно.
На конкурс выдвигаются работы, выполненные, как правило, в течение последних 10 лет, после их опубликования в печати и практического использования в педагогической деятельности не менее 3 лет.

## О Премии
Постановлением Правительства Российской Федерации от 26 августа 2004 года № 440 «О премиях Правительства Российской Федерации в области образования» в целях развития педагогической науки, инновационных процессов в образовательной практике, создания эффективных технологий обучения учреждены 20 ежегодных премий Правительства Российской Федерации в области образования в размере 1 млн рублей каждая.

## Лауреаты и другая информация
1. Рубцову Виталию Владимировичу, доктору психологических наук, профессору, ректору Московского психолого-педагогического университета; Кезиной Любови Петровне, кандидату психологических наук, академику Российской академии образования; Митиной Ларисе Максимовне, доктору психологических наук, профессору, заведующей лабораторией Психологического института Российской академии образования, Поливановой Катерине Николаевне, ведущему научному сотруднику, Чуприковой Наталье Ивановне, главному научному сотруднику, Якиманской Ираиде Сергеевне, заведующей лабораторией, докторам психологических наук, профессорам, Божович Елене Дмитриевне, старшему научному сотруднику, заведующей лабораторией, Равич-Щербо Инне Владимировне (посмертно), главному научному сотруднику, кандидатам психологических наук, — работникам того же института, — за цикл трудов «Московская психологическая школа: наука, образование, практика» для научно-методического обеспечения научных и образовательных учреждений.
2. Запесоцкому Александру Сергеевичу, доктору культурологических наук, профессору, ректору Санкт-Петербургского гуманитарного университета профсоюзов, — за создание монографии «Образование: философия, культурология, политика» для образовательных учреждений высшего профессионального образования.
3. Шаммазову Айрату Мингазовичу, доктору технических наук, профессору, ректору Уфимского государственного нефтяного технического университета, Мастобаеву Борису Николаевичу, доктору технических наук, Мовсум-заде Эльдару Мирсамедовичу, доктору химических наук, профессорам, — работникам того же университета; Берулаве Михаилу Николаевичу, доктору педагогических наук, профессору, академику Российской академии образования, ректору Университета Российской академии образования; Владимирову Альберту Ильичу, кандидату технических наук, профессору, ректору Российского государственного университета нефти и газа имени И. М. Губкина, Лапидусу Альберту Львовичу, доктору химических наук, профессору, члену-корреспонденту Российской академии наук, заведующему кафедрой, — работнику того же университета; Карнаухову Николаю Николаевичу, доктору технических наук, профессору, ректору Тюменского государственного нефтегазового университета; Цхадая Николаю Денисовичу, доктору технических наук, профессору, ректору Ухтинского государственного технического университета, — за учебно-методический комплект «Цикл дисциплин для гуманитаризации инженерно-технического образования в нефтяных вузах» для образовательных учреждений высшего профессионального образования.
4. Бабуну Роальду Владимировичу, кандидату экономических наук, доценту, заведующему кафедрой Новокузнецкого филиала-института Кемеровского государственного университета, Муллагалеевой Зимфире Заньяповне, кандидату экономических наук, доценту, — работнику того же института; Зотову Владимиру Борисовичу, кандидату технических наук, доктору экономических наук, профессору, префекту Юго-Восточного административного округа г. Москвы; Кирилловой Ариадне Николаевне, доктору экономических наук, профессору закрытого акционерного общества «Институт региональных экономических исследований»; Коваленко Елене Георгиевне, доктору экономических наук, профессору, заведующей кафедрой Мордовского государственного университета имени Н. П. Огарева; Рою Олегу Михайловичу, доктору социологических наук, профессору, заведующему кафедрой Омского государственного университета имени Ф. М. Достоевского; Кузнецовой Ларисе Архиповне, кандидату экономических наук, доценту, заведующей кафедрой Челябинского государственного университета; Мусиновой Нине Николаевне, кандидату экономических наук, доценту Государственного университета управления, Семкиной Ольге Сергеевне, кандидату экономических наук, доценту, — работнику того же университета; Сапожникову Алексею Анатольевичу, кандидату технических наук, доктору экономических наук, профессору, заведующему кафедрой Братского государственного университета, — за создание учебника «Система муниципального управления» для образовательных учреждений высшего профессионального и дополнительного профессионального образования.
5. Гаврикову Анатолию Леонидовичу, доктору социологических наук, профессору, ректору Новгородского государственного университета имени Ярослава Мудрого, Грошеву Евгению Ивановичу, начальнику управления, Гудилову Сергею Владимировичу, проректору, кандидатам технических наук, доцентам, Тимофееву Владимиру Владимировичу, доктору технических наук, профессору, начальнику управления, Петровой Ольге Владимировне, заместителю начальника управления, Шаровой Елене Ивановне, заместителю начальника управления, — работникам того же университета; Ренкасу Николаю Николаевичу, кандидату экономических наук, доценту, заместителю главы администрации Новгородской области; Старковой Людмиле Геннадьевне, кандидату педагогических наук, доценту, главному специалисту комитета образования Новгородской области; Усову Михаилу Андреевичу, заместителю начальника управления Федерального агентства по образованию; Шаронину Юрию Викторовичу, доктору педагогических наук, профессору, заместителю главного редактора журнала «Среднее профессиональное образование», — за научно-практическую разработку «Обеспечение эффективного функционирования и развития региональной системы среднего профессионального образования: от теории к практике».
6. Комиссарову Юрию Алексеевичу, доктору технических наук, профессору, заведующему кафедрой Российского химико-технологического университета имени Д. И. Менделеева, Венту Дмитрию Павловичу, ректору Новомосковского института, Гордееву Льву Сергеевичу, заведующему кафедрой, докторам технических наук, профессорам, — работникам того же университета; Краснощекову Павлу Сергеевичу, доктору физико-математических наук, профессору, академику Российской академии наук, главному научному сотруднику вычислительного центра имени А. А. Дородницина, — за создание комплекта учебно-методических пособий «Разработка и реализация инновационной концепции подготовки специалистов по энергоресурсосбережению» для образовательных учреждений высшего профессионального образования.
7. Матвеенко Александру Макаровичу, доктору технических наук, профессору, академику Российской академии наук, советнику ректората Московского авиационного института (государственного технического университета), Бойцову Борису Васильевичу, доктору технических наук, профессору, заведующему кафедрой, — работнику того же института; Азарову Владимиру Николаевичу, доктору технических наук, профессору, проректору Московского государственного института электроники и математики (технического университета), Харламову Геннадию Алексеевичу, заместителю проректора, — работнику того же института; Васильеву Виктору Андреевичу, доктору технических наук, профессору, проректору Российского государственного технологического университета имени К. Э. Циолковского; Олейнику Андрею Владимировичу, доктору технических наук, доценту, начальнику управления Федеральной службы по надзору в сфере образования и науки; Тихонову Александру Николаевичу, доктору технических наук, профессору, члену-корреспонденту Российской академии образования, директору Государственного научно-исследовательского института информационных технологий и телекоммуникаций; Червякову Леониду Михайловичу, доктору технических наук, профессору, проректору Московского государственного технологического университета «Станкин»; Элькину Григорию Иосифовичу, кандидату экономических наук, руководителю Федерального агентства по техническому регулированию и метрологии, — за научно-практическую работу «Создание национальной системы подготовки, переподготовки и аттестации специалистов в области менеджмента качества» для образовательных учреждений высшего профессионального образования.
8. Хетагуровой Алле Константиновне, доктору медицинских наук, профессору, директору медицинского колледжа, Руанету Виктору Вадимовичу, кандидату биологических наук, преподавателю, — работнику того же колледжа; Хадарцеву Александру Агубечировичу, доктору медицинских наук, профессору, директору Научно-исследовательского института новых медицинских технологий, — за научно-практическую разработку «Использование нейросетевых технологий в учебном процессе» для образовательных учреждений среднего профессионального образования.
9. Береговых Валерию Васильевичу, доктору технических наук, профессору, члену-корреспонденту Российской академии медицинских наук, заведующему кафедрой Московской медицинской академии имени И. М. Сеченова; Быкову Валерию Алексеевичу, доктору технических наук, профессору, директору Всероссийского научно-исследовательского института лекарственных и ароматических растений; Иванову Вадиму Тихоновичу, доктору химических наук, профессору, академику Российской академии наук, директору Института биоорганической химии имени академиков М. М. Шемякина и Ю. А. Овчинникова Российской академии наук, Овчинниковой Татьяне Владимировне, кандидату химических наук, старшему научному сотруднику, заведующей отделом, — работнику того же института; Победимскому Дмитрию Глебовичу, доктору химических наук, профессору, главному научному сотруднику Научно-исследовательского института — Республиканского исследовательского научно-консультационного центра экспертизы; Фролковой Алле Константиновне, доктору технических наук, профессору, ректору Московской государственной академии тонкой химической технологии имени М. В. Ломоносова, Симонову-Емельянову Игорю Дмитриевичу, доктору технических наук, профессору, Миронову Андрею Федоровичу, Швецу Виталию Ивановичу, докторам химических наук, заведующим кафедрами, профессорам, Соломонову Валерию Александровичу, кандидату химических наук, доценту, проректору, — работникам той же академии, — за создание научно-практической разработки «Российский инновационный учебно-научный комплекс для подготовки кадров в области биотехнологии» для образовательных учреждений высшего профессионального образования.
10. Слукину Геннадию Петровичу, кандидату технических наук, директору Научно-исследовательского института Московского государственного технического университета имени Н. Э. Баумана, Власову Игорю Борисовичу, Калмыкову Вадиму Валериевичу, докторам технических наук, профессорам, Васину Валерию Анатольевичу, доценту, Кузнецову Алексею Алексеевичу, Родзивилову Владимиру Афанасьевичу, кандидатам технических наук, старшим научным сотрудникам, Себекину Юрию Николаевичу, Сенину Александру Ивановичу, кандидатам технических наук, доцентам, — работникам того же университета; Николаеву Александру Ивановичу, доктору технических наук, профессору, ведущему научному сотруднику 46 Центрального научно-исследовательского института; Пудловскому Владимиру Борисовичу, старшему научному сотруднику 3 Центрального научно-исследовательского института, — за создание учебного пособия «Информационные технологии в радиотехнических системах» для образовательных учреждений высшего профессионального образования.
11. Грязеву Михаилу Васильевичу, доктору технических наук, ректору Тульского государственного университета, Беляеву Владиславу Владимировичу, проректору, Бертяеву Виталию Дмитриевичу, Глаголеву Вадиму Викторовичу, директору центра, кандидатам технических наук, доцентам, Ветрову Вячеславу Васильевичу, Кухарю Владимиру Денисовичу, проректорам, Грязеву Василию Петровичу, докторам технических наук, профессорам, Латышеву Валерию Ивановичу, Митяеву Анатолию Григорьевичу, профессору, Фейгину Самуилу Давидовичу, профессору, кандидатам физико-математических наук, доцентам, — работникам того же университета, — за работу «Региональный университетский учебно-педагогический комплекс инновационных образовательных технологий по подготовке специалистов для высокотехнологических производств оборонно-промышленного комплекса» для образовательных учреждений высшего профессионального образования.
12. Вербицкой Людмиле Алексеевне, доктору филологических наук, профессору, академику Российской академии образования, ректору Санкт-Петербургского государственного университета, Кропачеву Николаю Михайловичу, доктору юридических наук, первому проректору, Кочоровой Ларисе Валериановне, исполнительному директору Медицинского центра, Петрову Сергею Викторовичу, декану факультета, докторам медицинских наук, профессорам, Петровой Наталии Николаевне, доктору медицинских наук, руководителю отдела, Фионик Ольге Владимировне, кандидату медицинских наук, доценту, заместителю декана, — работникам того же университета; Кротову Михаилу Валентиновичу, кандидату юридических наук, доценту, полномочному представителю Президента Российской Федерации в Конституционном Суде Российской Федерации, — за научно-практическую и методическую разработку «Создание Медицинского лечебно-профилактического и учебно-научного центра ФГОУ ВПО „Санкт-Петербургский государственный университет“ для реализации системы непрерывного фундаментального профессионального медицинского образования и лечебно-профилактической помощи обучающимся и профессорско-преподавательскому составу» для образовательных учреждений высшего профессионального образования.
13. Халеевой Ирине Ивановне, доктору педагогических наук, профессору, академику Российской академии образования, ректору Московского государственного лингвистического университета, Ирисхановой Кире Максимовне, кандидату филологических наук, заведующей кафедрой, Коряковцевой Наталье Федоровне, доктору педагогических наук, профессорам, Никитенко Зинаиде Николаевне, кандидату педагогических наук, доценту, старшему научному сотруднику, Шлегу Владимиру Кондратьевичу, проректору, — работникам того же университета, — за создание комплекта учебно-методических пособий «Европейский языковой портфель» для образовательных учреждений высшего профессионального образования.
14. Костюку Аскольду Глебовичу, доктору технических наук, профессору Московского энергетического института (технического университета), Зорину Вячеславу Михайловичу, Рослякову Павлу Васильевичу, проректору, Седлову Анатолию Степановичу, заведующему кафедрой, докторам технических наук, профессорам, Липову Юрию Михайловичу, профессору, Бурову Валерию Дмитриевичу, доценту, заведующему кафедрой, Фролову Василию Васильевичу (посмертно), доценту, Янькову Георгию Глебовичу, старшему научному сотруднику, доценту, кандидатам технических наук, — работникам того же института; Клименко Александру Викторовичу, доктору технических наук, профессору, члену-корреспонденту Российской академии наук, заместителю руководителя Федерального агентства по науке и инновациям, — за создание комплекта учебников, учебных пособий и справочной литературы по циклу специальных дисциплин государственных образовательных стандартов высшего профессионального образования по направлению «Теплоэнергетика».
15. Карпенкову Степану Харлановичу, доктору технических наук, профессору, заведующему кафедрой Государственного университета управления, — за комплект учебников и учебных пособий по дисциплине «Концепции современного естествознания» для образовательных учреждений высшего профессионального образования.
16. Зееру Эвальду Фридриховичу, доктору психологических наук, профессору, члену-корреспонденту Российской академии образования, заведующему кафедрой Российского государственного профессионально-педагогического университета; Алишеву Булату Салямовичу, доктору психологических наук, заведующему лабораторией Института педагогики и психологии профессионального образования Российской академии образования; Мухаметзяновой Фариде Шамилевне, доктору педагогических наук, профессору Академии социального образования, — за цикл трудов «Психологическое обеспечение базового профессионального образования» для образовательных учреждений начального профессионального и среднего профессионального образования.
17. Савенковой Любови Григорьевне, доктору педагогических наук, профессору, заместителю директора Института художественного образования Российской академии образования, Ермолинской Елене Александровне, кандидату педагогических наук, старшему научному сотруднику, Кабковой Елене Павловне, доктору педагогических наук, доценту, заведующей лабораторией, Юсову Борису Петровичу (посмертно), доктору педагогических наук, профессору, члену-корреспонденту Российской академии наук, заведующему лабораторией, — работникам того же института, — за цикл научных трудов «Интеграция искусств как условие полихудожественного развития детей и молодежи» для общеобразовательных учреждений.
18. Пинскому Анатолию Аркадьевичу (посмертно), кандидату педагогических наук, научному руководителю средней общеобразовательной школы № 1060 г. Москвы, — за цикл монографических исследований «Новая школа» для общеобразовательных учреждений.
19. Рожкову Михаилу Иосифовичу, доктору педагогических наук, профессору, директору Института педагогики и психологии Ярославского государственного педагогического университета имени К. Д. Ушинского, Байбородовой Людмиле Васильевне, доктору педагогических наук, профессору, заведующей кафедрой того же университета, — за комплект учебных и учебно-методических пособий «Теория и методика воспитания» для общеобразовательных учреждений.
20. Лисову Василию Ивановичу, доктору экономических наук, профессору, первому заместителю руководителя департамента образования г. Москвы, Александрову Алексею Евгеньевичу, кандидату педагогических наук, заместителю начальника управления, Потапову Александру Степановичу, кандидату экономических наук, начальнику управления, — работникам того же департамента; Бодрову Александру Николаевичу, кандидату технических наук, доценту, директору политехнического колледжа № 31 г. Москвы; Золкину Анатолию Алексеевичу, генеральному директору Московского государственного унитарного предприятия «Мослифт»; Кокареву Юрию Петровичу, директору строительного колледжа № 26 г. Москвы; Смирнову Игорю Павловичу, доктору философских наук, профессору, члену-корреспонденту Российской академии образования, директору Научно-исследовательского института развития профессионального образования; Снопко Наталье Михайловне, кандидату педагогических наук, директору технологического колледжа № 28 г. Москвы, — за научно-практическую разработку «Создание и системная апробация модели интегрированного учреждения среднего профессионального образования — колледжа, реализующего программы общего образования, начального и среднего профессионального образования».